# Canoagem nos Jogos Europeus de 2015 - K-2 500 m feminino
A categoria K-2 500 metros feminino foi um dos eventos da canoagem nos Jogos Europeus de 2015. Foi disputada entre os dias 14 a 16 de junho, no Kur Sport and Rowing Centre, em Mingachevir, no Azerbaijão.

## Calendário
Horário de verão do Azerbaijão (UTC+5).
| Data        | Horário | Fase          |
| ----------- | ------- | ------------- |
| 14 de junho | 13:53   | Eliminatórias |
| 14 de junho | 16:34   | Semifinal     |
| 16 de junho | 11:37   | Final         |

## Medalhistas
| Ouro   | SRB Milica Starović e Dalma Ružičić-Benedek |
| Prata  | ROU Roxana Borha e Elena Meroniac           |
| Bronze | HUN Anna Kárász e Ninetta Vad               |

## Resultados

### Eliminatórias
Os três barcos mais rápidos em cada bateria avançaram diretamente para a final. Os próximos quatro barcos mais rápidos em cada bateria avançaram para a semifinal.
Bateria 1
| Pos. | Canoísta                                | Nacionalidade | Tempo    | Notas |
| ---- | --------------------------------------- | ------------- | -------- | ----- |
| 1    | Franziska Weber Tina Dietze             | GER Alemanha  | 1:39.570 | F     |
| 2    | Karolina Naja Beata Mikołajczyk         | POL Polônia   | 1:39.609 | F     |
| 3    | Elena Aniushina Svetlana Chernigovskaya | RUS Rússia    | 1:40.919 | F     |
| 4    | Ana Varela Isabel Contreras             | ESP Espanha   | 1:42.433 | SF    |
| 5    | Anastasiya Horlova Liudmyla Galushko    | UKR Ucrânia   | 1:46.289 | SF    |
| 6    | Sofia Campana Norma Murabito            | ITA Itália    | 1:47.487 | SF    |
| 7    | Márcia Aldeias Maria Cabrita            | POR Portugal  | 1:47.575 | SF    |

Bateria 2
| Pos. | Canoísta                              | Nacionalidade    | Tempo    | Notas |
| ---- | ------------------------------------- | ---------------- | -------- | ----- |
| 1    | Milica Starović Dalma Ružičić-Benedek | SRB Sérvia       | 1:38.191 | F     |
| 2    | Roxana Borha Elena Meroniac           | ROU Romênia      | 1:38.519 | F     |
| 3    | Marharyta Makhneva Maryna Litvinchuk  | BLR Bielorrússia | 1:39.396 | F     |
| 4    | Anna Kárász Ninetta Vad               | HUN Hungria      | 1:39.893 | SF    |
| 5    | Lani Belcher Angela Hannah            | GBR Grã-Bretanha | 1:42.205 | SF    |
| 6    | Ivana Kmeťová Martina Kohlová         | SVK Eslováquia   | 1:44.421 | SF    |
| 7    | Elizabeth Bates Inês Esteves          | TUR Turquia      | 1:47.593 | SF    |

### Semifinal
Os três barcos mais rápidos avançaram para a final.
| Pos. | Canoísta                             | Nacionalidade    | Tempo    | Notas |
| ---- | ------------------------------------ | ---------------- | -------- | ----- |
| 1    | Anna Kárász Ninetta Vad              | HUN Hungria      | 1:39.021 | F     |
| 2    | Ivana Kmeťová Martina Kohlová        | SVK Eslováquia   | 1:39.875 | F     |
| 3    | Ana Varela Isabel Contreras          | ESP Espanha      | 1:40.002 | F     |
| 4    | Lani Belcher Angela Hannah           | GBR Grã-Bretanha | 1:40.168 |       |
| 5    | Sofia Campana Norma Murabito         | ITA Itália       | 1:43.297 |       |
| 6    | Anastasiya Horlova Liudmyla Galushko | UKR Ucrânia      | 1:44.501 |       |
| 7    | Márcia Aldeias Maria Cabrita         | POR Portugal     | 1:45.437 |       |
| 8    | Elizabeth Bates Inês Esteves         | TUR Turquia      | 1:46.903 |       |

### Final
Os competidores disputaram as posições de 1 a 9, com medalhas para os três primeiros.
| Pos.              | Canoísta                                | Nacionalidade    | Tempo    |
| ----------------- | --------------------------------------- | ---------------- | -------- |
| Medalha de ouro   | Milica Starović Dalma Ružičić-Benedek   | SRB Sérvia       | 1:49.904 |
| Medalha de prata  | Roxana Borha Elena Meroniac             | ROU Romênia      | 1:50.925 |
| Medalha de bronze | Anna Kárász Ninetta Vad                 | HUN Hungria      | 1:51.174 |
| 4                 | Franziska Weber Tina Dietze             | GER Alemanha     | 1:51.349 |
| 5                 | Marharyta Makhneva Maryna Litvinchuk    | BLR Bielorrússia | 1:51.872 |
| 6                 | Karolina Naja Beata Mikołajczyk         | POL Polônia      | 1:52.536 |
| 7                 | Ivana Kmeťová Martina Kohlová           | SVK Eslováquia   | 1:55.995 |
| 8                 | Ana Varela Isabel Contreras             | ESP Espanha      | 1:56.036 |
| 9                 | Elena Aniushina Svetlana Chernigovskaya | RUS Rússia       | 1:56.411 |